# Raxibacumab
Raxibacumab  là một kháng thể đơn dòng của người dùng để điều trị dự phòng và điều trị bệnh than qua đường hô hấp. Hiệu quả của nó đã được chứng minh ở thỏ và khỉ. Vào tháng 12 năm 2012 raxibacumab đã được phê duyệt để điều trị bệnh than qua đường hô hấp do Bacillus anthracis kết hợp với các loại thuốc kháng khuẩn thích hợp và điều trị dự phòng bệnh than qua đường hô hấp khi không có phương pháp điều trị thay thế hoặc không phù hợp. Thư chấp thuận
Kháng thể được phát hiện trong một liên doanh giữa Công nghệ kháng thể Cambridge và Human Genome Sciences. Công nghệ kháng thể Cambridge đã phát hiện ra kháng thể đối với mục tiêu của Human Genome Sciences vào năm 2012, HGS đã được GlaxoSmithKline mua lại.
Theo GSK "Tiêm Raxibacumab là một kháng thể đơn dòng nhắm vào thành phần kháng nguyên bảo vệ (PA) của độc tố gây chết người của Bacillus anthracis và đang được phát triển để điều trị bệnh than qua đường hô hấp. Các tác dụng phụ thường gặp nhất là đau đầu, nhiễm trùng đường hô hấp trên, buồn nôn, đau ở tứ chi (đau ở chân tay) và ngứa (ngứa da). Phản ứng da cục bộ trong một nghiên cứu đã dẫn đến khuyến cáo rằng nên sử dụng thuốc kháng histamine trước khi tiêm truyền. " 
GSK tiếp tục nói "Raxibacumab được phát triển bởi Khoa học bộ gen người (HGS) kết hợp với Cơ quan nghiên cứu và phát triển nâng cao y sinh (BARDA) của Văn phòng Trợ lý Bộ trưởng về phản ứng và chuẩn bị (ASPR), Bộ Y tế và Con người Hoa Kỳ Dịch vụ (HHS) theo số hợp đồng HHS010020050006C. Nó hiện là một phần của danh mục đầu tư của GSK, sau khi mua lại HGS của GSK vào tháng 7 năm 2012. Sự phát triển của raxibacumab là kết quả của phản ứng phối hợp với mối đe dọa sức khỏe cộng đồng được công nhận và yêu cầu của chính phủ Hoa Kỳ về các biện pháp đối phó y tế mới trong trường hợp tấn công bệnh than vào dân thường. " 
Tại cuộc họp ngày 2 tháng 11 năm 2012 của Ủy ban Tư vấn Thuốc chống nhiễm trùng cho các thành viên của Cơ quan Quản lý Thực phẩm và Dược phẩm Hoa Kỳ (FDA) đã bỏ phiếu 16-1 để ủng hộ lợi ích lâm sàng của raxibacumab trong điều trị bệnh than qua đường hô hấp. Ngoài ra, ủy ban đã bỏ phiếu 18 - 0 ủng hộ hồ sơ lợi ích rủi ro của raxibacumab ".
Vào năm 2009, sự hỗ trợ từ FDA đã bị từ chối sau khi "bày tỏ nghi ngờ về lợi ích bổ sung của thuốc này đối với levofloxacin (Levaquin)".
Vào ngày 14 tháng 12 năm 2012, FDA đã phê duyệt tiêm raxibacumab để điều trị bệnh than qua đường hô hấp, một dạng bệnh truyền nhiễm do hít phải bào tử của vi khuẩn Bacillus anthracis. Raxibacumab cũng được phê duyệt để ngăn ngừa bệnh than qua đường hô hấp khi các phương pháp điều trị thay thế không có sẵn hoặc không phù hợp.